# Зак, Людмила Марковна
Людми́ла Ма́рковна Зак (20 мая (2 июня) 1917, Харьков — 27 декабря 2001, Москва) — советский и российский историк специалист в области истории России, всеобщей истории, историографии, источниковедения, истории народов СССР, истории культуры. Доктор исторических наук (1972), профессор Московского государственного историко-архивного института (1953—1969), профессор Московского государственного педагогического института имени В. И. Ленина (1971—1974).

## Биография
Родилась 20 мая (2 июня) 1917 года в Харькове, в семье бахмутского купца первой гильдии Марка Зеликовича Зака (1886—?) и мстиславской мещанки Софьи Файвушевны (Павловны) Зак (в девичестве Левитиной, в последующих браках Кнабе и Чернецкой; 1895, Лисичанск — 1973, Москва), певицы, выступавшей под сценическим псевдонимом Софья Мар-Кнабе. Родители заключили брак в Харькове 21 февраля 1916 года.
В 1941 году окончила Московский институт философии, литературы и истории. Участница Великой Отечественной войны.
С 1949 по 1951 год работала в Черновицком государственном университете (исторический факультет): старший преподаватель. В 1949 году защитила диссертацию на соискание учёной степени кандидат исторических наук. Тема — «Разгром интервенции Антанты на Юге России (1918—1919 гг.)». С 1951 по 1953 год — старший научный сотрудник, заведующая отделом Музея революции СССР. С 1953 по 1969 год — старший преподаватель, доцент кафедры истории СССР советского периода Московского государственного историко-архивного института (МГИАИ). С 1969 по 1971 год — старший научный сотрудник НИИ культуры.
С 1971 года — профессор кафедры истории СССР Московского государственного педагогического института имени В. И. Ленина. В 1972 году защитила диссертацию на соискание учёной степени доктора исторических наук (тема — «Строительство социалистической культуры в СССР (1933—1937 гг.)»), в  том же году присвоено учёное звание профессора.
С 1974 по 1989 — старший научный сотрудник, профессор-консультант НИИ культуры Министерства культуры СССР. Член правления Всесоюзного общества «СССР — Франция» и «Общества друзей Франции».
Скончалась 27 декабря 2001 года в Москве. Похоронена на участке 34 Даниловского кладбища города Москвы.

### Семья
- Отчим — военный дирижёр Семён Александрович Чернецкий.
- Единоутробный брат — Адольф Степанович Чернецкий (1926—1998).
- Единоутробная сестра — Вера Семёновна Чернецкая (в замужестве Но), солистка хора Большого театра, вышла замуж за московского фотокорреспондента французского журнала «Пари матч» Жана Но (их внук Жан воспитывался в семье актёра Марка Бернеса)[5][6].
- Двоюродный брат — антиковед Георгий Степанович Кнабе (1920—2011).
- Муж — историк Ефим Наумович Городецкий (1907—1993).

## Научная деятельность
В сферу научных интересов Л. М. Зак входили история России, всеобщая история, историография, источниковедение, история народов СССР, история Гражданской войны в России, история культуры, борьба за мир.

## Основные работы
Монографии
- Славные традиции солидарности. Борьба французского народа против интервенции в Советскую Россию в 1918—1920 гг. — М.: 1962.
- Зак Л. М. , Лельчук В. С., Погудин В. И. Строительство социализма в СССР. Историографический очерк. — М.: 1971.
- Зак Л. М. (в соавт.) История СССР с древнейших времён до наших дней. — М.: 1971. Т. IX.
- Они представляли собой народ Франции. К истории французских интернационалистов. — М.: 1977.
- История изучения советской культуры. — М.: 1981.
- Дружба рождалась в борьбе (СССР — Франция: страницы истории). — М.: 1989.

Сборники документов
- А. М. Горький и создание истории фабрик и заводов. Сб. док. и материалов / Сост. Л. М. Зак (в коллективе авторов-составителей). — М.: 1959.
  - То же (на чешском языке). — Прага: 1962.

Статьи
- Зак Л. М. К проблеме истории и историографии международных культурных связей СССР // Вопросы истории и историографии социалистической культуры. — М.: 1987.
- Зак Л. М. Международные культурные связи // Советская культура в реконструктивный период. 1928—1941. — М.: 1988.

### Справочно-энциклопедические издания
- Зак Людмила Марковна // Российская еврейская энциклопедия. Изд. 2-е. — М.: 1994. Т. 1. С. 470—471.
- Зак Людмила Марковна // Историки России. Кто есть кто в изучении отечественной истории. Биобиблиографический словарь / Под ред. В. А. Динеса. Сост. А. А. Чернобаев. — Саратов: Издательский центр Саратовского государственного социально-экономического университета. 1998. — ISBN 5-87039-103-X
- Зак Людмила Марковна // Историки России. Кто есть кто в изучении отечественной истории. Биобиблиографический словарь / Сост. А. А. Чернобаев. — Саратов: Издательский центр Саратовского государственного социально-экономического университета. 2000. С. 179—180. — ISBN 5-855559-092-5
- Зак Людмила Марковна // История интеллигенции России в биографиях её исследователей: опыт энциклопедического словаря. — Екатеринбург: 2002. С. 68.
- Зак Людмила Марковна // Историки России XX века: Биобиблиографический словарь /Сост. А. А. Чернобаев. — Саратов: Саратовский государственный социально-экономический университет. 2005. Т. 1. — ISBN 5-8739-512-4
- Зак Людмила Марковна // Чернобаев А. А. Историки России конца ХІХ — начала XXI века: биобиблиографический словарь. В 3 т. — М.: Собрание, 2015. — Т. 1. С. 338—339. — ISBN 5-87309-438-1

### Воспоминания
- [Зак Людмила Марковна] // Отечественные архивы. 2002. № 1.
- Красовицкая Т. Ю. Историк советской культуры — гвардии капитан Л. М. Зак // Археографический ежегодник. 2005—2007 гг. — М.: Наука. 2007. С. 124—137.
- Красовицкая Т. Ю. Историк советской культуры — гвардии капитан Людмила Зак // Учителя учителей. Очерки и воспоминания. — М.: Изд. РГГУ, 2009. С. 53—70. — ISBN 978-5-7281-1099-6